# Amenemhat III
Amenemhat III of Amenemhet III was een farao van de 12e dynastie. Zijn naam Amenemhat betekent: "Amon is de belangrijkste", zijn tweede naam betekent: "Re behoort toe aan Maät".

## Biografie
Koning Amenemhat III was de enige zoon van Senoeseret III, de naam van de moeder is niet bekend (Sobeksjedeti Neferoe?). De koning had twee koninginnen die bij hem zijn begraven. Koningin Neferoesobek was waarschijnlijk een dochter van hem. De lijst van Manetho dateert de koning op 8 jaar en 47 jaar bij de Turijnse koningslijst. De koning had geen mannelijke opvolgers dus nam hij een regent aan, die zich later Amenemhat IV zou noemen.
De farao zorgde voor een goed bestuur, zowel in als buiten Egypte, net zoals zijn vader. De uiterste grens met Koesj werd nu verlegd tot aan het plaatsje Semma en verschillende forten versterkt. Er waren ook activiteiten om koper te ontginnen in de Sinaï, maar ook in Nubië.
De interne politiek van het land was rustig. Hij zorgde voor dat de macht bij het centrale overheid kwam of bleef. Het resultaat van zijn beleid was dat de rechten van de opperste klassen werden beperkt, ook in speciale officiële functies. Er werden heel wat schrijnen en tempels gebouwd onder zijn regering, waaronder een grote tempel voor Sobek en de tempel voor Ptah in Memphis. De bouwactiviteiten waren zo enorm, dat zelfs Aziaten werden aangetrokken om mee te helpen bouwen. Dit aantrekken van buitenlanders werd de dynastie noodlottig, want die stichtten een nieuwe dynastie.
Het einde van zijn dynastie werd ook verhaast door magere oogsten vanwege het uitblijven van de Nijlbevloeiingen. Dit had een onmiddellijke impact op de economie van het land. Dit feit was ook een reden waarom het minder goed ging met de eens zo stabiele periode.

## Trivia
Bij Amenemhat IV wordt hij wel als vader van hem genoemd. Ook bij Neferoesobek wordt Amenemhat IV als haar broer genoemd, dus Amenemhat III moet een mannelijke opvolger hebben gehad!

## Activiteiten
- De bouw van de tempel van Sobek in de Fajoem.
- Het uitbreiden van de tempel van Ptah in Memphis
- Zwarte piramide
- Piramide van Hawara

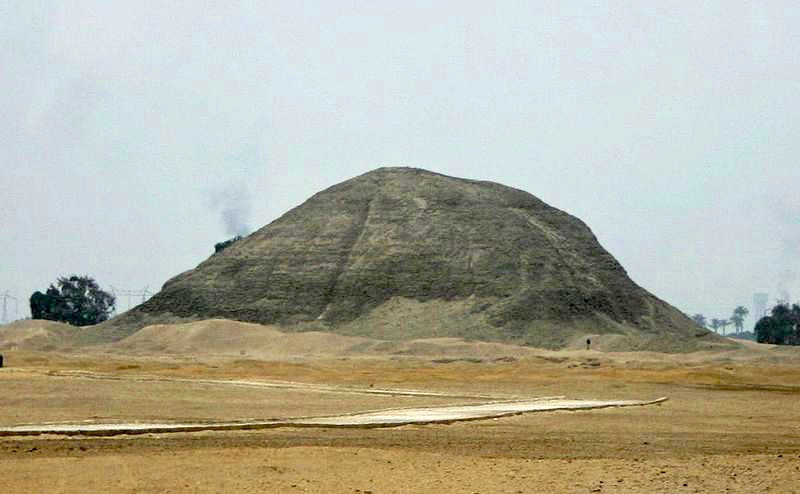
De piramide van Amenemhat III te Hawara, gezien vanuit het oosten
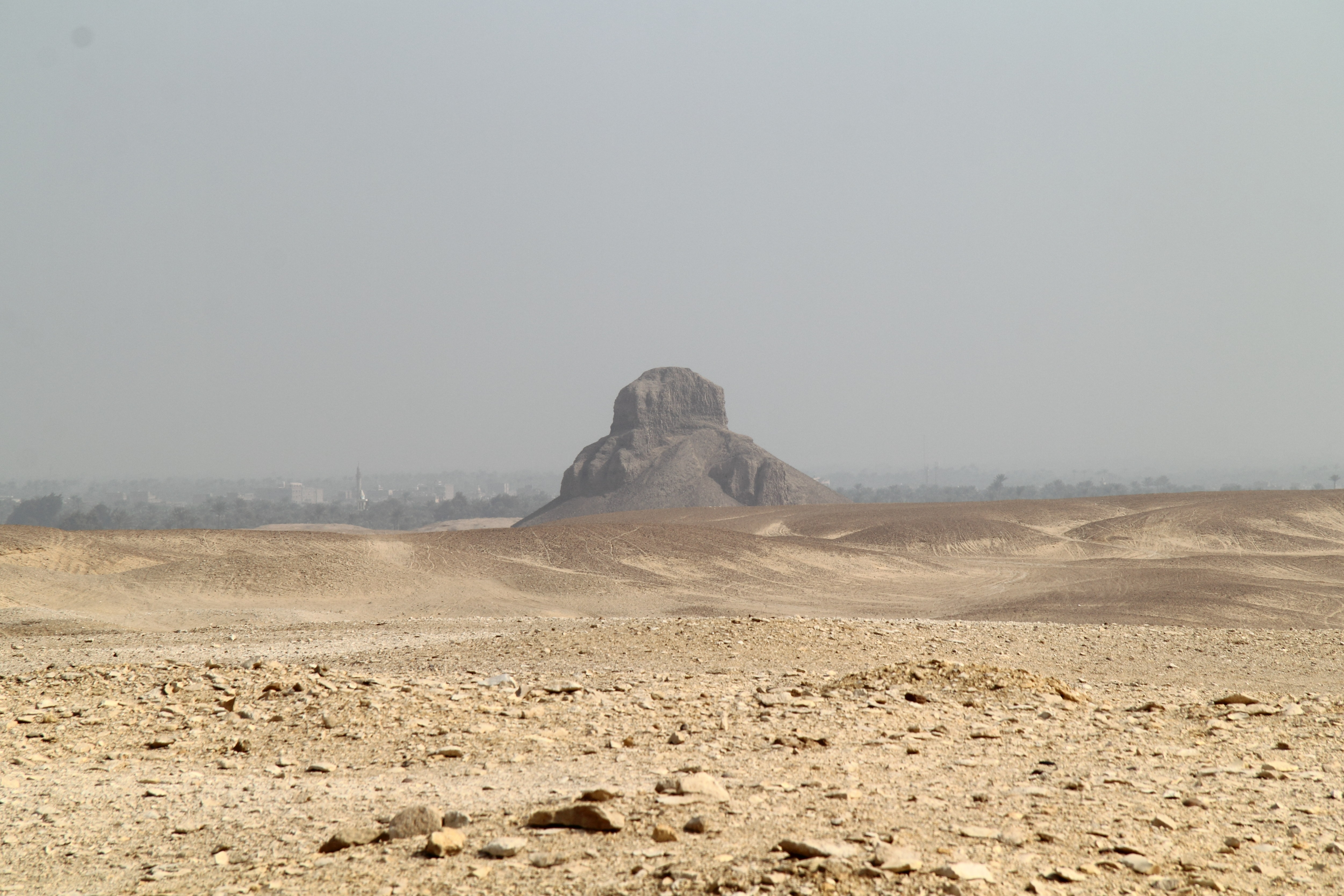
De zwarte piramide te Dasjoer

## Galerij

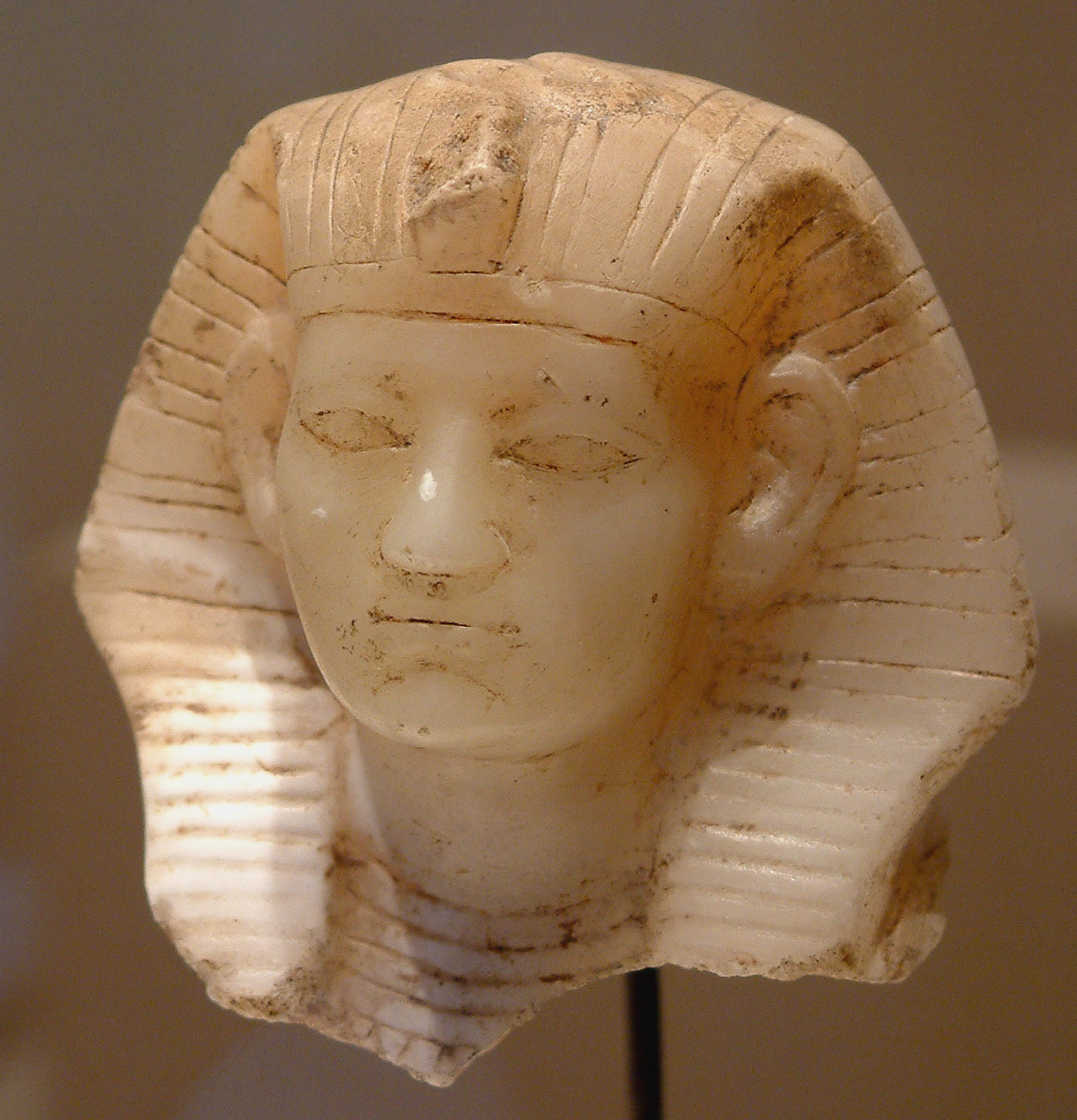
Hoofd van Amenemhat III Louvre
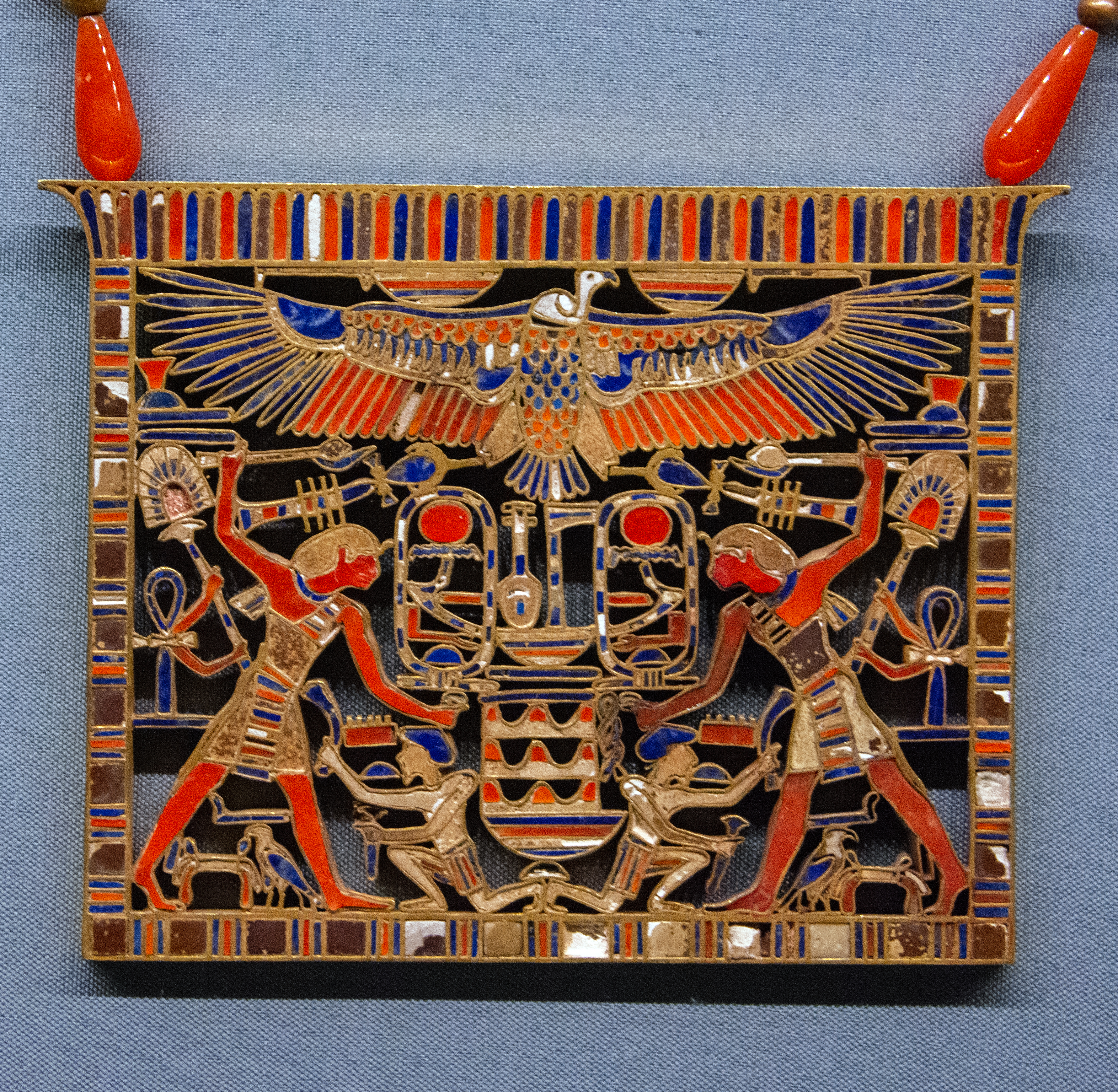
Pectoraal (Oud-Egyptisch borstjuweel) van Amenemhat III, uit het graf van Mereret
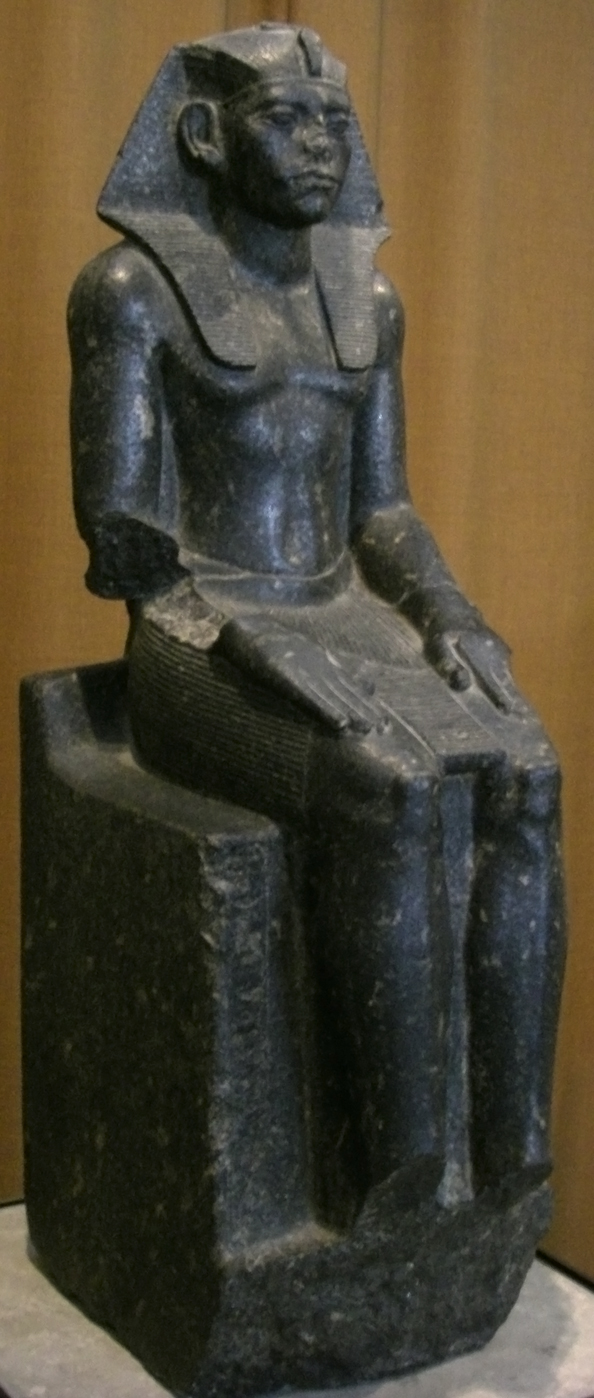
Zitbeeld van Amenemhat III Hermitage
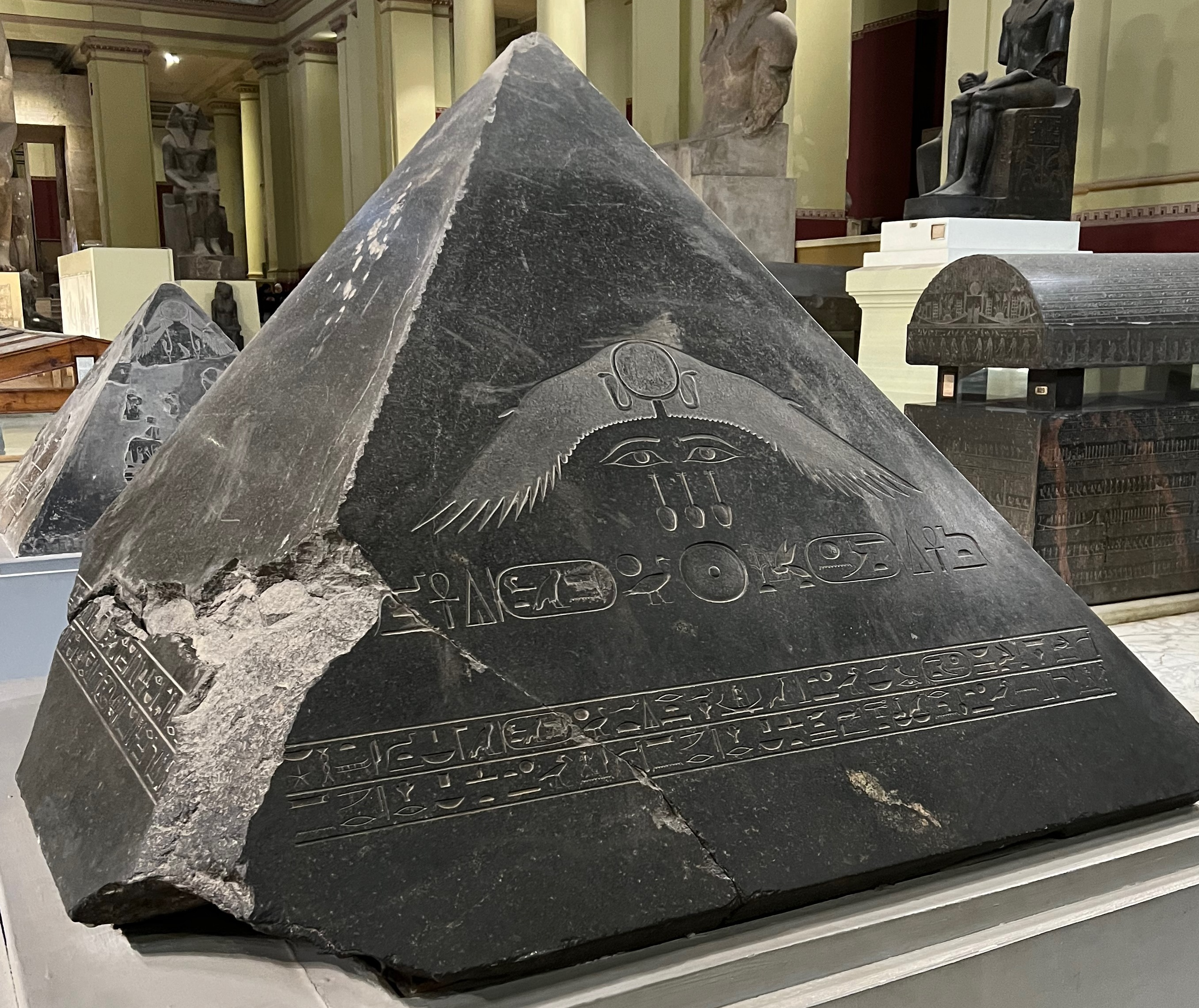
Topsteen (pyramidion) van de zwarte piramide Egyptisch Museum
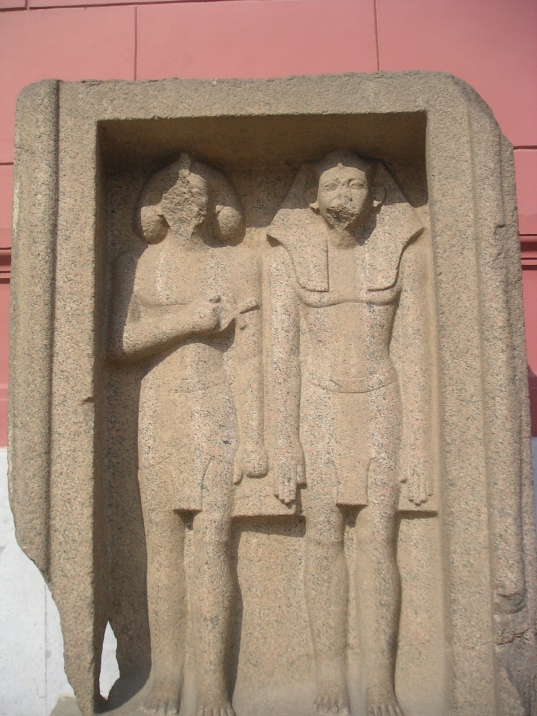
Beeld uit de dodentempel Egyptisch Museum
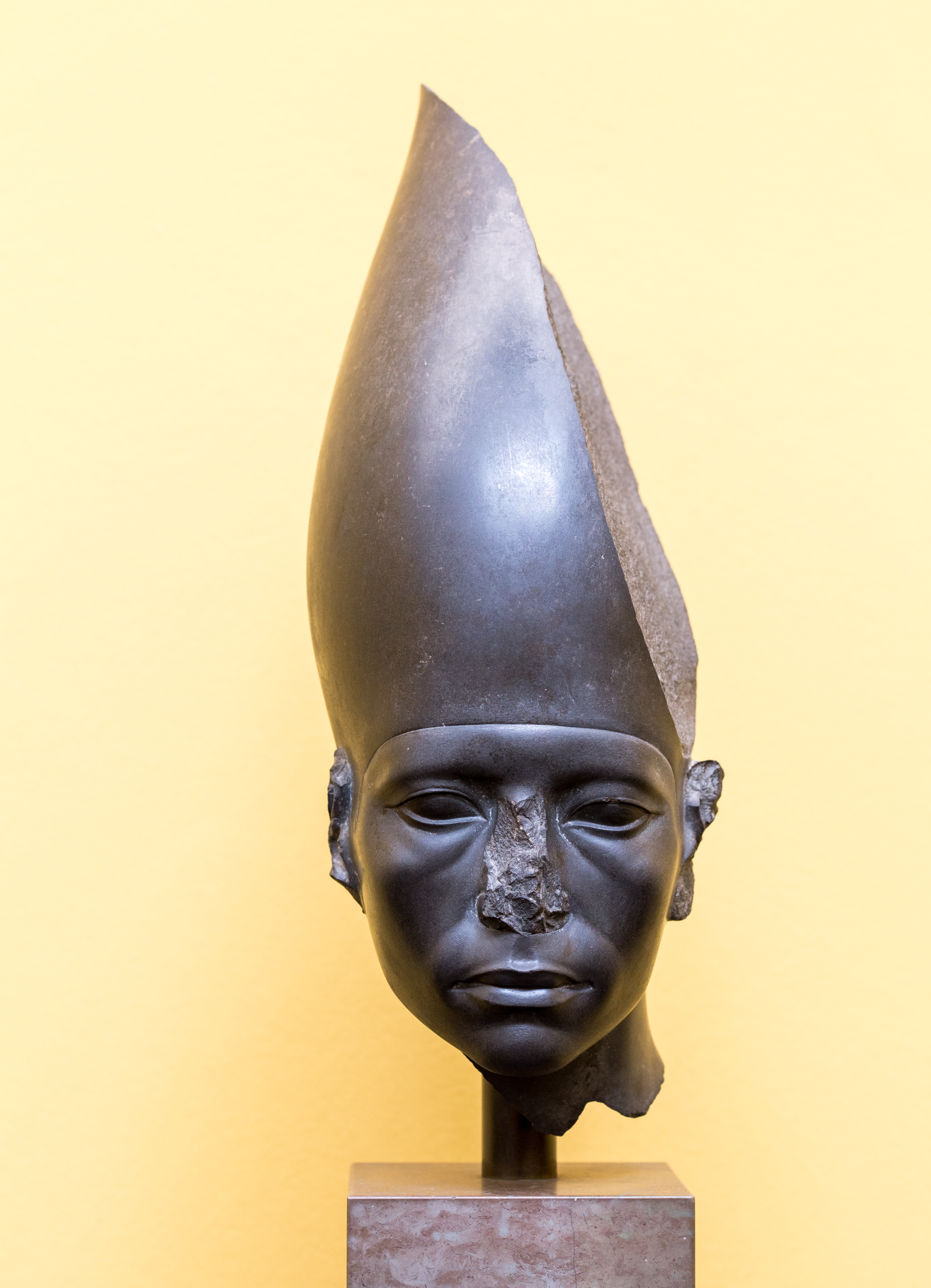
Hoofd van Amenemhat III, Ny Carlsberg Glyptotek